# Tom Tailor
Die Tom Tailor Investment GmbH & Co. KG mit Sitz in Hamburg-Niendorf ist die Holdinggesellschaft des Modeunternehmens Tom Tailor. Das Sortiment umfasst Bekleidung und Accessoires für Männer und Frauen sowie Schuhe und Home-Artikel. 

## Geschichte
Tom Tailor wurde am 26. Januar 1962 in Hamburg von Uwe Schröder und Hans-Heinrich Pünjer zunächst als Importfirma für Frotteetücher und Cordhosen aus Indien unter dem Namen Henke & Co gegründet. Das Sortiment wurde danach schrittweise um Unterwäsche und Hemden für Herren erweitert. Die erste Cordhose wurde 1964 unter dem Namen „Tom“ vermarktet. Der Name „Tom“ wurde von den Gründern schließlich um den englischen Begriff „Tailor“ (deutsch: Schneider) erweitert. Die erste vollständige Herrenkollektion wurde 1972 auf den Markt gebracht. Die Vorstellung der ersten Sportswear-Kollektion unter dem neuen Markennamen „Tom Tailor“ erfolgte im Jahr 1979. 1989 erfolgte die Umfirmierung zur Tom Tailor Sportswear Handels GmbH. 1994 wurde das erste Tom Tailor-Ladengeschäft eröffnet. 1999 wurde die erste Damenkollektion als Tom Tailor-Women-Linie eingeführt.
2005 wurde die Holdinggesellschaft Tom Tailor Holding GmbH gegründet. Diese wurde 2007 in die Tom Tailor Holding AG umgewandelt. Deren Aktien wurden ab 2010 an der Frankfurter Wertpapierbörse sowie an der Hamburger Börse gehandelt. 2017 wurde die Tom Tailor Holding AG in die Tom Tailor Holding SE umgewandelt.
Im Jahr 2007 startete die Produktlinie Tom Tailor Denim.
Im August 2012 wurde die Handelskette Bonita übernommen. Die Tom Tailor Group wurde damit zum siebtgrößten Modeunternehmen in Deutschland.
2016 gab es 468 Tom-Tailor-Filialen und mehr als 1000 Geschäfte der Marke Bonita. Außerdem gab es 200 Franchise-Filialen und 3000 Shop-in-shop-Verkaufsstellen. Aufgrund von wirtschaftlichen Problemen sollten 2017 bis zu 300 eigene Filialen, davon 150 der Marke Bonita Woman und 70 der einzustellenden Marke Bonita Man, geschlossen werden.
2019 wurde das Sortiment um die Produktlinien „My True Me“ und „nine to five“ erweitert, welche Übergrößen und Office-Mode anbieten. Beide Linien wurden dann in  „Tom Tailor Casual Women“ umbenannt. 
Am 8. Juni 2020 sagten die Bundesregierung und die Bundesländer Hamburg und Nordrhein-Westfalen eine Bürgschaft in Höhe von 100 Millionen Euro für die Tom Tailor GmbH zu, nicht jedoch für die ebenfalls zur Tom Tailor Holding gehörende Bonita GmbH, die Damenmode vertrieb. Damit war nicht für die Tom Tailor Holding, sondern nur für die Tom Tailor GmbH eine Staatshilfe von 100 Millionen Euro mit einer Laufzeit von vier Jahren verbunden.
Aufgrund anhaltender wirtschaftlicher Probleme wegen der COVID-19-Pandemie bei dem Teilkonzern Bonita wurde im Jahr 2020 die gesamte Gruppe umstrukturiert: Die Bonita GmbH beantragte am 8. Juni 2020 die Eröffnung eines Insolvenzverfahrens in Eigenverwaltung. Das Verfahren wurde am 1. September 2020 eröffnet und Ende März 2021 aufgehoben. Am 8. Juni 2020 stellte die Tom Tailor Holding SE beim zuständigen Hamburger Amtsgericht einen Antrag auf Eröffnung eines Insolvenzverfahrens. Das Insolvenzverfahren wurde am 15. Juli 2020 eröffnet. Im September 2020 übernahm der chinesische Mischkonzern Fosun International die Tom Tailor GmbH vollständig. Seit dem 30. Dezember 2021 ist die Tom Tailor Investment GmbH & Co. KG die neue Holdinggesellschaft der Tom Tailor Group.
Im Januar 2022 wurde die Produktlinie Tom Tailor Kids wieder eingegliedert. Der mit dem bisherigen Lizenznehmer bestehende Lizenzvertrag wurde 2021 einvernehmlich beendet. Die erste eigene Kollektion kam im Frühjahr 2022 auf den Markt.

## Daten
2010 erwirtschaftete Tom Tailor einen Umsatz von 347,7 Mio. Euro. Im Jahr 2019 betrug der Konzernumsatz 670,8 Mio. Euro.
Die Marke „Tom Tailor“ ist in über 400 eigenen Einzelhandelsgeschäften sowie über eigene Onlineshops erhältlich. Darüber hinaus wird die Marke über rund 170 Franchise-Stores, 2.400 Shop-in-Shop-Flächen (bei Großkunden) und 7.100 Multi-Label-Verkaufsstellen vertrieben. Insgesamt ist die Marke „Tom Tailor“ in über 30 Ländern und an über 11.000 Verkaufsorten der Welt vertreten. Zu den Kernabsatzmärkten gehören Deutschland, Österreich, Schweiz, Belgien, die Niederlande, Südosteuropa und Russland.
Das Management besteht aus dem CEO Gernot Lenz und dem CFO Christian Werner. Vorsitzende des Aufsichtsrates der Tom Tailor GmbH ist Junyang (Jenny) Shao.

## Kritik
STRG F und zenith haben Baumwolle von Tom-Tailor-Produkten analysiert. Die Analysen zeigten, dass Tom Tailor, entgegen eigener Behauptungen, Baumwolle aus Xinjiang bezieht. In Xinjiang gibt es Umerziehungslager der chinesischen Regierung, in denen Minderheiten zum Ernten und Weiterverarbeiten von Baumwolle gezwungen werden.